# Sommet européen de Versailles
Pour l’article homonyme, voir Sommet de Versailles.

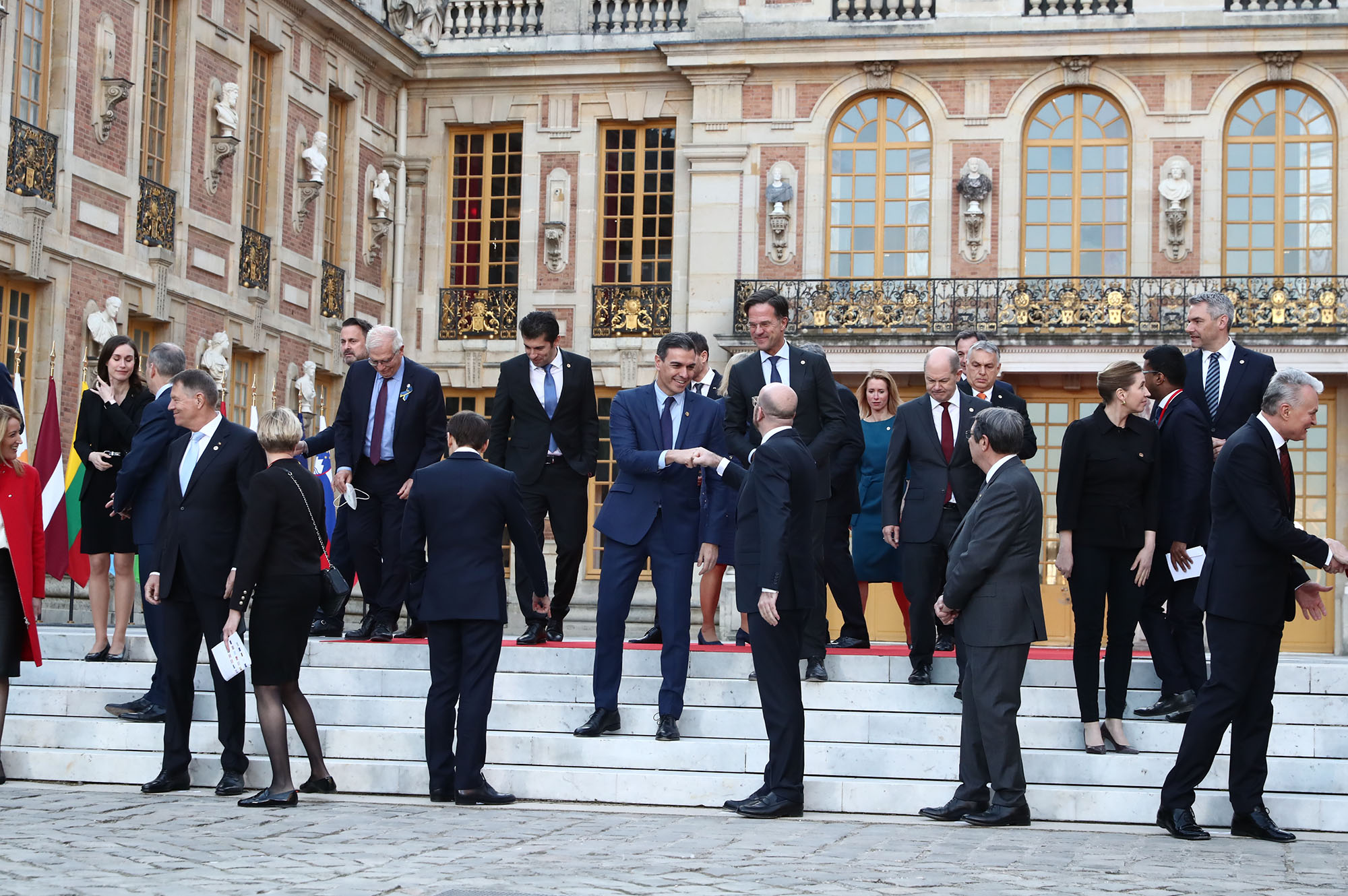
Les chefs d'État ou de gouvernement dans la cour de Marbre du château de Versailles, avant la photo officielle.

Le sommet européen de Versailles,,, ou sommet de Versailles,,,,,,,,, est une réunion informelle des vingt-sept membres du Conseil européen (les chefs d'État et de gouvernement de l'Union européenne), qui s'est déroulée les 10 et 11 mars 2022 au château de Versailles sous la présidence française du Conseil de l'Union européenne. Elle a porté sur « l'agression militaire de la Russie contre l'Ukraine et ses conséquences, ainsi que sur la manière de renforcer la souveraineté européenne, de réduire la dépendance de l'Union et d'élaborer un nouveau modèle de croissance et d'investissement ».
Les Vingt-Sept réaffirment leur soutien politique, financier, matériel et humanitaire à l'Ukraine, ainsi que leur soutien militaire par la fourniture d'armes. En revanche, ils excluent que l'Ukraine puisse devenir rapidement membre de l'Union européenne.

## Agression de la Russie contre l'Ukraine
Les dirigeants européens condamnent à nouveau l'invasion militaire de l'Ukraine par la Russie. Ils appellent la Russie « à cesser ses actions militaires et à retirer toutes ses forces et tous ses équipements militaires de la totalité du territoire ukrainien, immédiatement et sans condition, et à respecter pleinement l'intégrité territoriale, la souveraineté et l'indépendance de l'Ukraine à l'intérieur de ses frontières reconnues au niveau international ».
Ils décident de doubler, pour la porter à 1 milliard d’euros, l’enveloppe destinée à financer la livraison d’armes à l’Ukraine, afin de l’aider à résister aux attaques de l’armée russe. Le financement en est assuré via la « Facilité européenne pour la paix », un fonds doté de 5 milliards d’euros créé et abondé par les États membres hors du budget communautaire,.
Les dirigeants européens appuient la proposition de la Commission consistant d'une part à mettre en place une  « action de cohésion pour les réfugiés en Europe » (CARE, pour Cohesion's Action for Refugees in Europe), permettant aux États membres et aux régions de fournir une aide d'urgence aux personnes qui fuient l'Ukraine après son invasion par la Russie, et d'autre part à utiliser des fonds de l'initiative de soutien à la reprise en faveur de la cohésion et des territoires de l'Europe (REACT-EU) dans ce même objet.
Les Vingt-Sept se disent prêts à adopter de nouvelles sanctions contre la Russie et la Biélorussie, « sa complice ». Annoncé à Versailles par Ursula von der Leyen, et en l'absence d'évolutions favorables en Ukraine, un quatrième train de mesures est adopté le 15 mars 2022 par l'UE,.

## Adhésion de l'Ukraine à l'UE
Les Vingt-Sept excluent la possibilité d'une adhésion rapide de l'Ukraine à l'UE que le président ukrainien Volodymyr Zelensky appelle de ses vœux avec insistance et a officiellement demandé le 28 février. Le premier ministre néerlandais, Mark Rutte, a rappelé « qu'il n’existe pas de procédure rapide pour rejoindre l’UE ». En revanche, les dirigeants de l'UE sont convenus de développer des liens plus étroits avec l'Ukraine. Une partie d'entre eux pense qu'ouvrir dans l'urgence et de façon contraire aux règles une procédure d'adhésion en pleine guerre entre la Russie et l'Ukraine serait pour Moscou une provocation insupportable,.

## Renforcement de la souveraineté européenne
Les dirigeants européens abordent le renforcement de la souveraineté européenne selon trois axes : le renforcement des capacités de défense, la réduction de la dépendance énergétique, en particulier à l'égard du gaz, du pétrole et du charbon russes, et la construction d'une base économique plus solide.

### Renforcement des capacités de défense
Les dirigeants de l'UE affirment leur détermination à assumer une plus grande responsabilité en ce qui concerne la sécurité de l'Union et, en matière de défense, à renforcer la capacité de l'Union d'agir de manière autonome. Pour autant, la coopération entre l'UE et l'OTAN demeure fondamentale pour la sécurité en Europe. À cette fin, les dirigeants sont notamment convenus d'augmenter considérablement les dépenses en matière de défense et de stimuler l'investissement dans les capacités de défense et les technologies innovantes,.

### Réduction de la dépendance énergétique
Dans la « déclaration de Versailles », les dirigeants européens affirment l'objectif que l'UE se défasse progressivement de sa dépendance aux importations de gaz, de pétrole et de charbon russes, et ce dès que possible, notamment par les moyens suivants :
- Accélérer la réduction de notre dépendance globale aux combustibles fossiles, en tenant compte des situations nationales et des choix des États membres en ce qui concerne leur bouquet énergétique ;
- Diversifier nos approvisionnements et nos voies d'approvisionnement, y compris en ayant recours au GNL et en développant le biogaz ;
- Continuer de mettre en place un marché de l'hydrogène pour l'Europe ;
- Accélérer le développement des énergies renouvelables, en cohérence avec l'objectif d'atteindre la neutralité climatique d'ici à 2050.

Les Vingt-Sept n’ont pas accédé à la demande du président ukrainien, Volodymyr Zelensky, de décider d’un embargo immédiat sur les hydrocarbures russes, afin de priver la Russie des devises avec lesquelles elle finance la guerre en Ukraine. Berlin et Rome, très dépendants de l’énergie russe, s'y sont opposésne voulaient pas entendre parler d’une telle mesure. À défaut, la Commission doit proposer d'ici la fin du mois de mai 2022 un plan REPowerEU de réduction de deux tiers de la dépendance européenne au gaz russe d’ici à la fin de l’année, et de 100 % d’ici à 2027,.

### Construction d'une base économique plus solide
Les dirigeants européens veulent réduire les dépendances stratégiques dans des domaines clés, tels que les matières premières critiques, les semi-conducteurs, la santé, le numérique et les produits alimentaires,.

## Participants
| Participants au Sommet        |                       |                      |                   |
| Membre                        | Membre                | Représenté par       | Fonction          |
| Drapeau de l’Union européenne | Conseil européen      | Charles Michel       | Président         |
| Drapeau de l’Union européenne | Commission européenne | Ursula von der Leyen | Présidente        |
| Drapeau de la France          | France                | Emmanuel Macron      | Président         |
| Drapeau de l'Allemagne        | Allemagne             | Olaf Scholz          | Chancelier        |
| Drapeau de l'Autriche         | Autriche              | Karl Nehammer        | Chancelier        |
| Drapeau de la Belgique        | Belgique              | Alexander De Croo    | Premier ministre  |
| Drapeau de Chypre             | Chypre                | Níkos Anastasiádis   | Président         |
| Drapeau de la Croatie         | Croatie               | Andrej Plenković     | Premier ministre  |
| Drapeau du Danemark           | Danemark              | Mette Frederiksen    | Première ministre |
| Drapeau de l'Espagne          | Espagne               | Pedro Sánchez        | Premier ministre  |
| Drapeau de l'Estonie          | Estonie               | Kaja Kallas          | Première ministre |
| Drapeau de la Finlande        | Finlande              | Sanna Marin          | Première ministre |
| Drapeau de la Grèce           | Grèce                 | Kyriákos Mitsotákis  | Premier ministre  |
| Drapeau de la Hongrie         | Hongrie               | Viktor Orbán         | Premier ministre  |
| Drapeau de l'Irlande          | Irlande               | Micheál Martin       | Premier ministre  |
| Drapeau de l'Italie           | Italie                | Mario Draghi         | Premier ministre  |
| Drapeau de la Lettonie        | Lettonie              | Krišjānis Kariņš     | Premier ministre  |
| Drapeau de la Lituanie        | Lituanie              | Gitanas Nausėda      | Président         |
| Drapeau du Luxembourg         | Luxembourg            | Xavier Bettel        | Premier ministre  |
| Drapeau de Malte              | Malte                 | Robert Abela         | Premier ministre  |
| Drapeau des Pays-Bas          | Pays-Bas              | Mark Rutte           | Premier ministre  |
| Drapeau de la Pologne         | Pologne               | Mateusz Morawiecki   | Premier ministre  |
| Drapeau du Portugal           | Portugal              | António Costa        | Premier ministre  |
| Drapeau de la Roumanie        | Roumanie              | Klaus Iohannis       | Président         |
| Drapeau de la Slovaquie       | Slovaquie             | Eduard Heger         | Premier ministre  |
| Drapeau de la Slovénie        | Slovénie              | Janez Janša          | Premier ministre  |
| Drapeau de la Suède           | Suède                 | Magdalena Andersson  | Première ministre |
| Drapeau de la Tchéquie        | Tchéquie              | Petr Fiala           | Premier ministre  |

## Sources

#### Documents et publications de l'UE
- « Réunion informelle des chefs d'État ou de gouvernement, Versailles, 10-11 mars 2022 », sur Consilium, 11 mars 2022.
- « Déclaration des chefs d'État ou de gouvernement, réunis à Versailles, sur l'agression militaire russe contre l'Ukraine, 10 mars 2022 », sur Consilium, 10 mars 2022.
- « Déclaration de Versailles, 10 et 11 mars 2022 », sur Consilium, 11 mars 2022.

#### Articles
- Leonor Hubaut, « Guerre en Ukraine: l’UE veut être en ordre de marche face à Poutine », Le Figaro,‎ 9 mars 2022 (lire en ligne).
- Laurent Warlouzet, « Le chemin vers une Europe comme puissance militaire reste encore long et semé d’obstacles », Le Monde,‎ 10 mars 2022 (lire en ligne ).
- Virginie Malingre et Philippe Ricard, « Les Vingt-Sept excluent l’idée d’une adhésion rapide de l’Ukraine à l’Union européenne », Le Monde,‎ 11 mars 2022 (lire en ligne ).
- Virginie Malingre et Philippe Ricard, « Réunis à Versailles, les Vingt-Sept tentent de faire front, alors que la guerre s’aggrave en Ukraine », Le Monde,‎ 11 mars 2022 (lire en ligne ).
- Florentin Collomp, « Sommet de Versailles: l’Europe menace Moscou de nouvelles «sanctions massives» », Le Figaro,‎ 11 mars 2022 (lire en ligne ).
- Virginie Malingre et Philippe Ricard, « Guerre en Ukraine : l’Europe tente de se mettre en ordre de bataille face à la probable aggravation du conflit », Le Monde,‎ 12 mars 2022 (lire en ligne ).

### Émission radiophonique
- « Le sommet de Versailles : l’Europe toujours unie ?/ Emmanuel Macron, un candidat comme les autres ? », sur France Culture, 12 mars 2022 (consulté le 21 novembre 2024)

## Compléments